# بالایکاتی
بالایکاتی (به لاتین: Balaikati) یک روستا در بنگلادش است که در استان باریسال و در ناحیه باریسال واقع شده‌است.